# 岭南基金会
岭南基金会（原名岭南大学董事会），是一個旨在協助發展嶺南地區(包括廣東、香港和澳門)高等教學事業的非牟利組織。

## 外部連結
- .   [2008-08-03]. （原始内容存档于2021-03-09）.（主頁）